# Vítězná (Praha)
Vítězná ulice na Malé Straně v Praze vede od mostu Legií k ulici Újezd. Nazvána byla na počest založení první československé republiky v roce 1918, navazuje na Národní ulici na druhé straně Vltavy. Tvoří hranici mezi Prahou 1 a Prahou 5 i mezi Janáčkovým a Malostranským nábřežím. Z jihu do ní ústí ulice Šeříková a Zborovská, ze severu ulice Všehrdova. Název Vítězná odkazuje na vítězství v roce 1918 a možnost založit československý stát.

## Historie a názvy
Ulice vznikla v roce 1841 po postavení Mostu císaře Františka I. a dostala název Chotkova, podle hraběte Karla Chotka. Od roku 1911 se pak malé prostranství před mostem začalo nazývat Harrachovo náměstí (dle pražského arcibiskupa Arnošta Vojtěcha z Harrachu). To nebylo z počátku zastavěno (jak ukazují i dobové fotografie), k zastavění došlo před rokem 1891. V roce 1898 došlo k demolici řetězového mostu a započato bylo s výstavbou současného kamenného mostu Legií. V roce 1928 došlo ke spojení a přejmenování na Vítěznou. Název připomíná vítězství Čechoslováků a založení samostatného státu v roce 1918 a navazuje tak na podobně pojmenované objekty - most Legií a Národní. V letech 1940–1945 se pak ulice jmenovala po sudetoněmeckém politikovi Hansu Knirschovi Knirschova, aby byla poté přejmenována opět na Vítěznou.

## Budovy, firmy a instituce
- restaurace Kolkovna Olympia - Vítězná 7[4]
- nájemný dům - Vítězná 8[5]
- restaurace Stará Praha - Vítězná 11[6]
- fast food Burrito Locco - Vítězná 15[7]
- restaurace Čistý stůl - Vítězná 15[8]

## Galerie

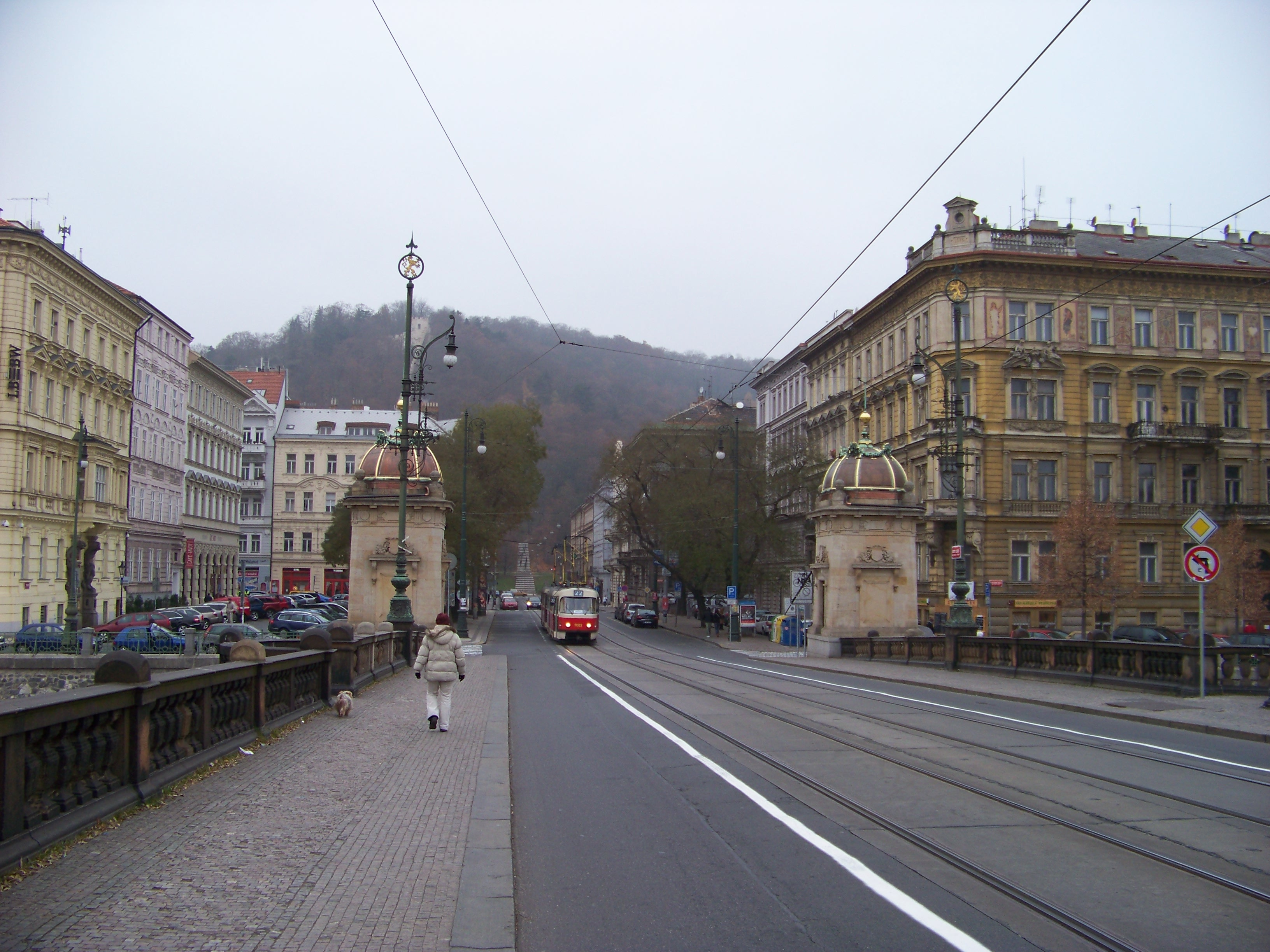
Pohled z mostu do Vítězné
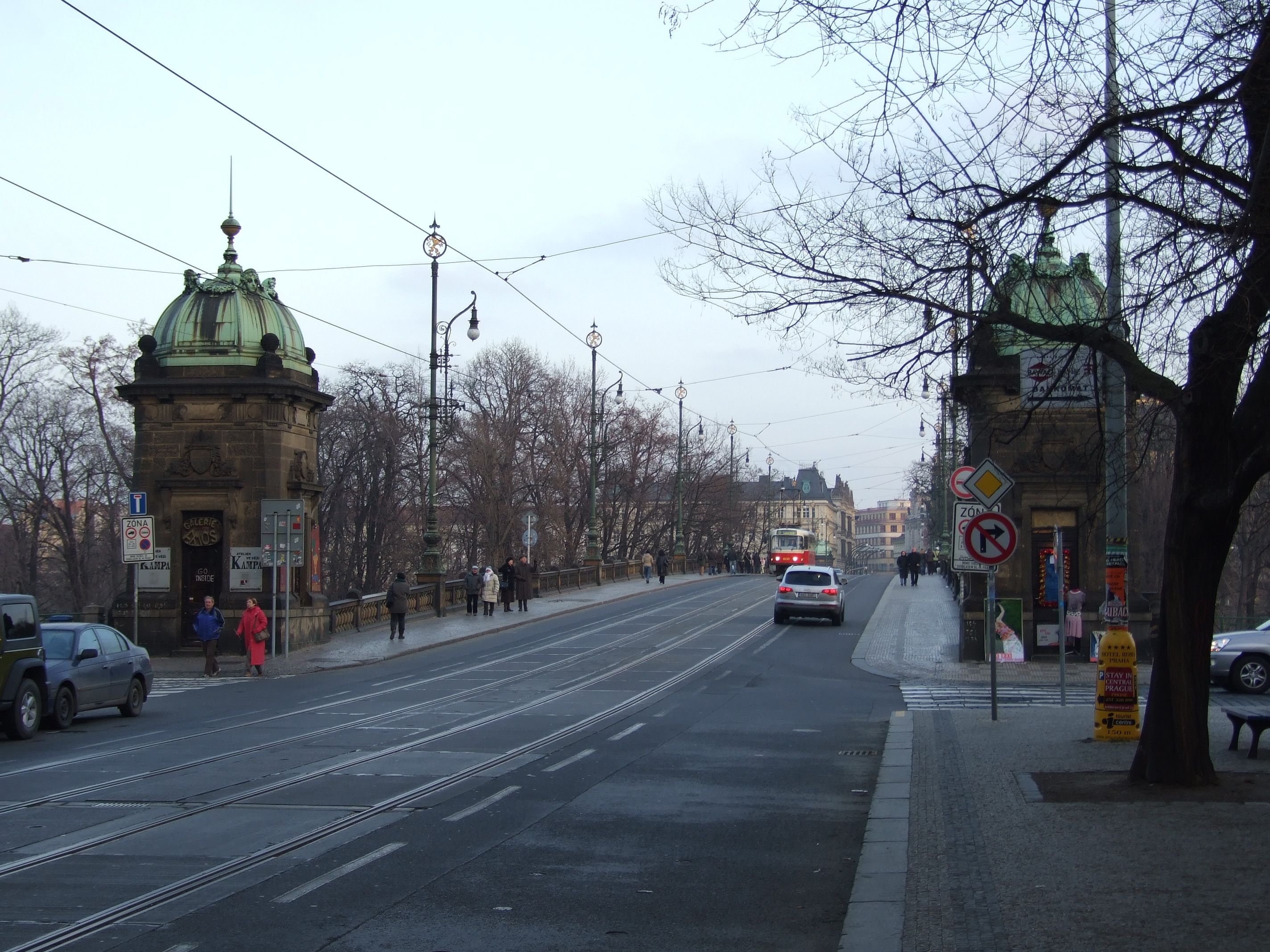
Pohled na konec ulice a začátek mostu
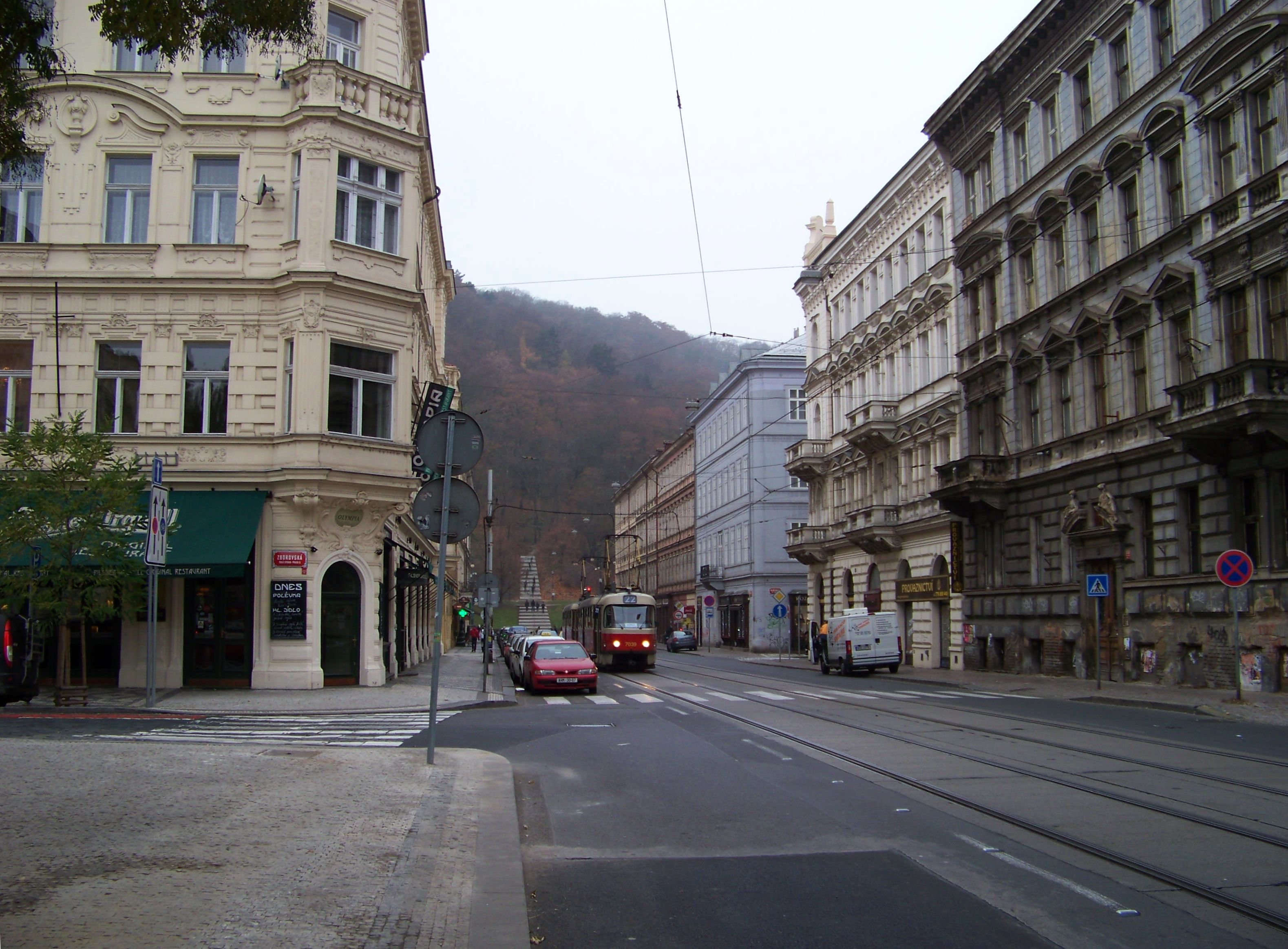
Od prostranství k Újezdu
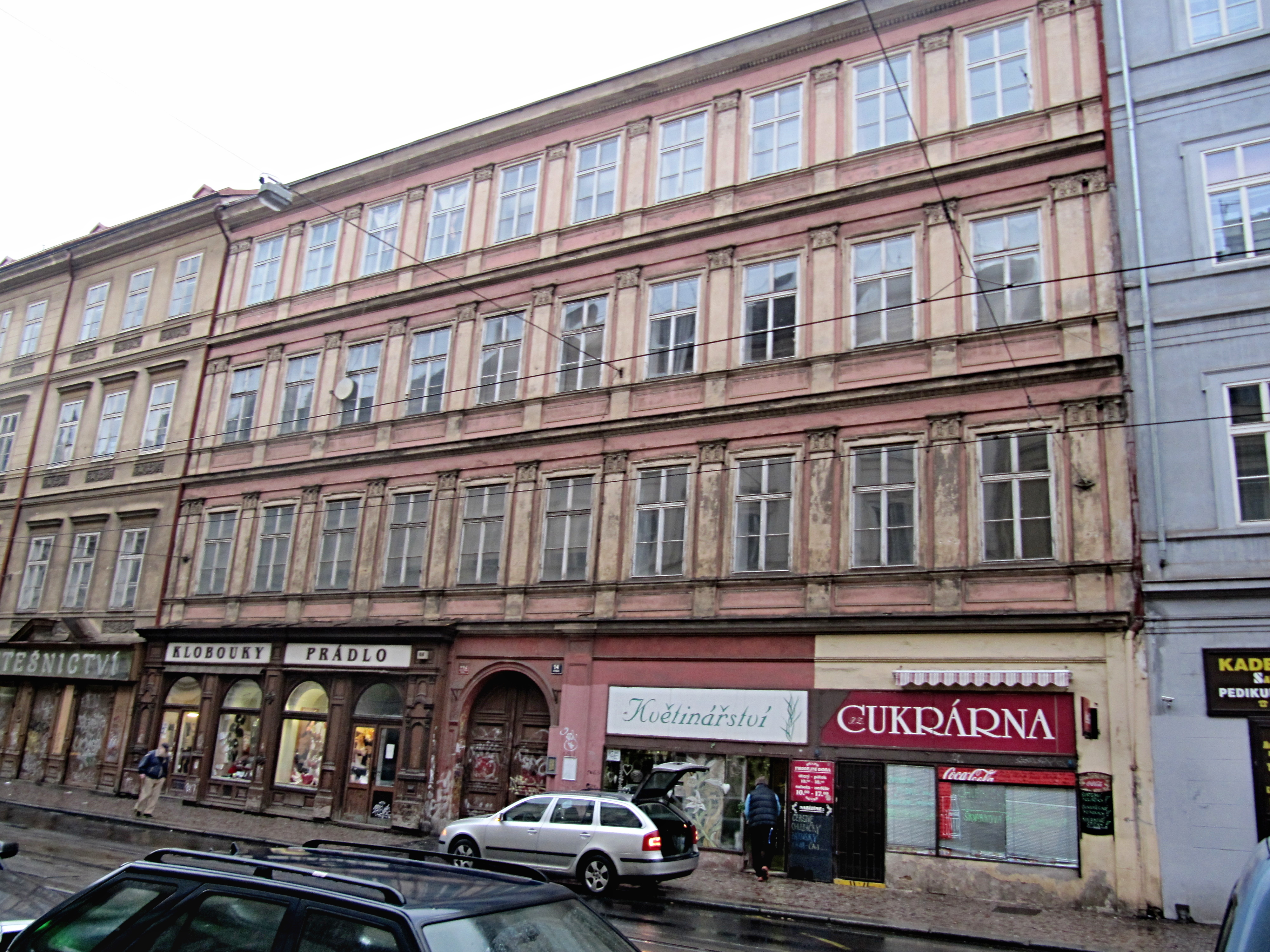
Obchody s vyřezávanými výlohami
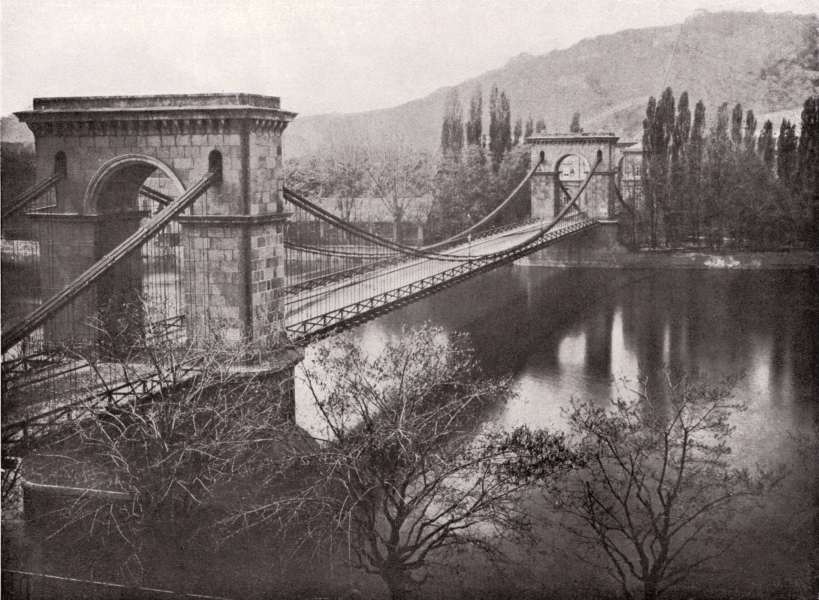
Pohled na Most císaře Františka I. ze Smetanova nábřeží ukazuje, že ještě kolem roku 1870 nebyla v okolí dnešní Vítězné ulice zástavba